# 犬山橋
犬山橋（日语：／ Inuyamabashi */?）是位于日本爱知县犬山市和岐阜县各务原市之间的桥梁，跨越木曾川。1926年10月1日建成通车时，是一座公路铁路两用桥，公路為爱知县道・岐阜县道27号、鐵路為名古屋鐵道犬山線。2000年3月28日在旧桥的下游启用了新建的公路专用桥，并将旧桥改为铁路专用。

## 图集

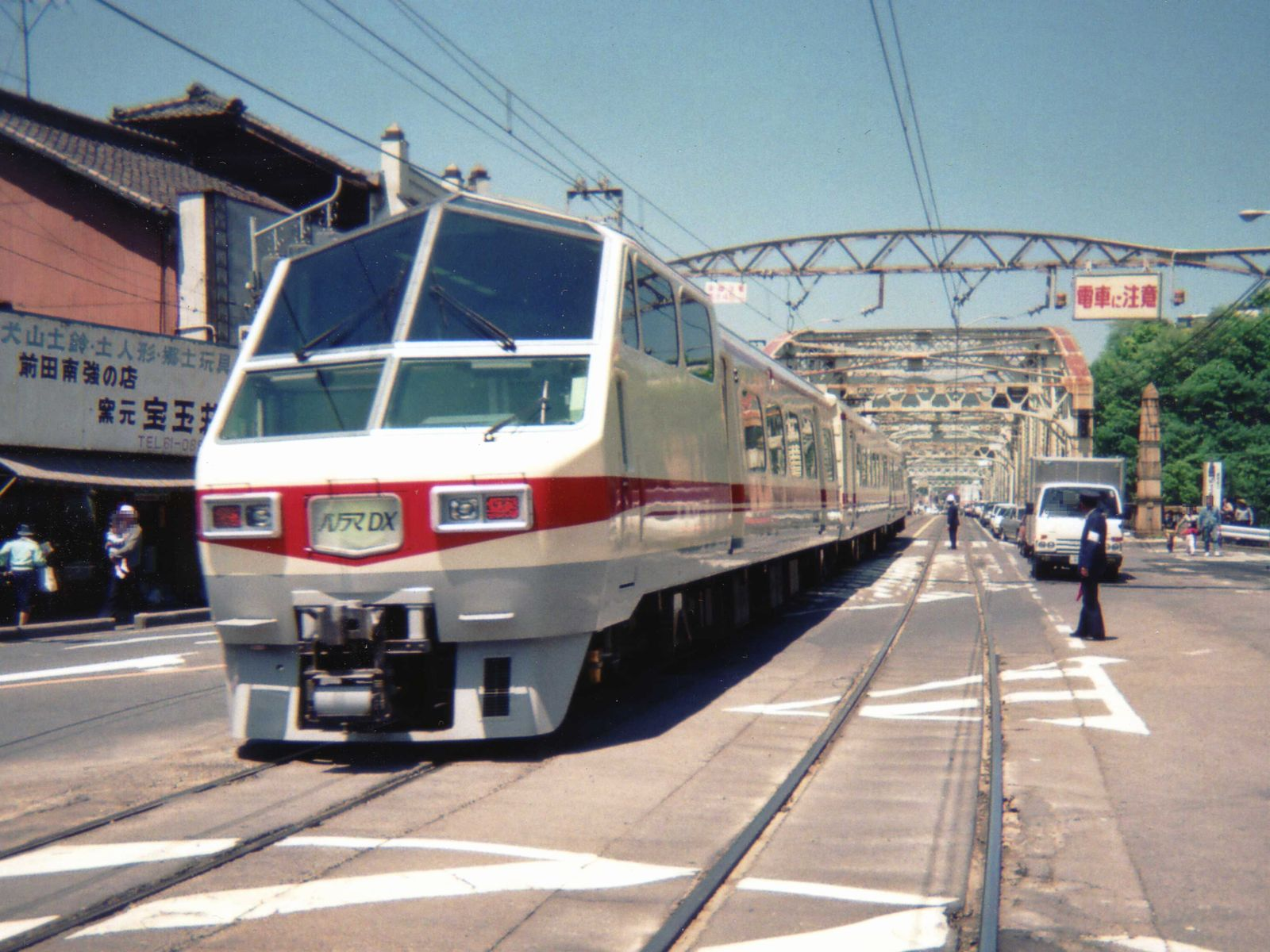
公铁两用犬山桥（1990年5月）
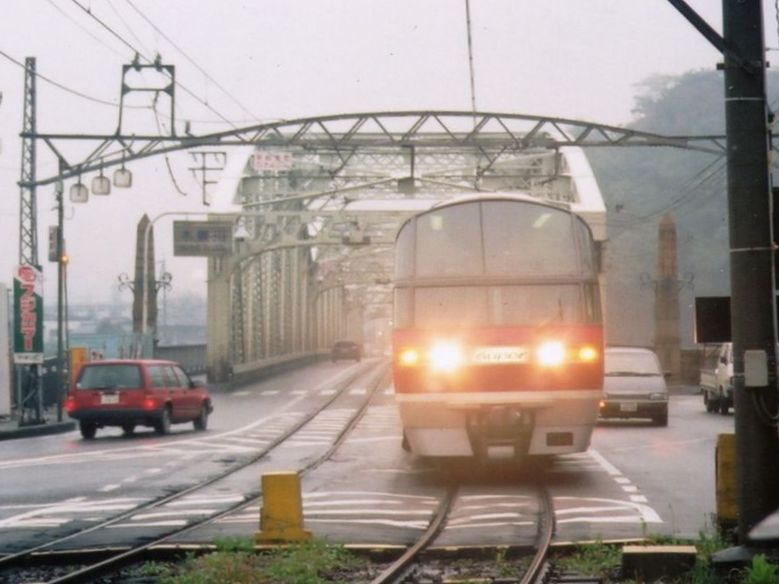
公铁两用犬山桥（1996年11月）
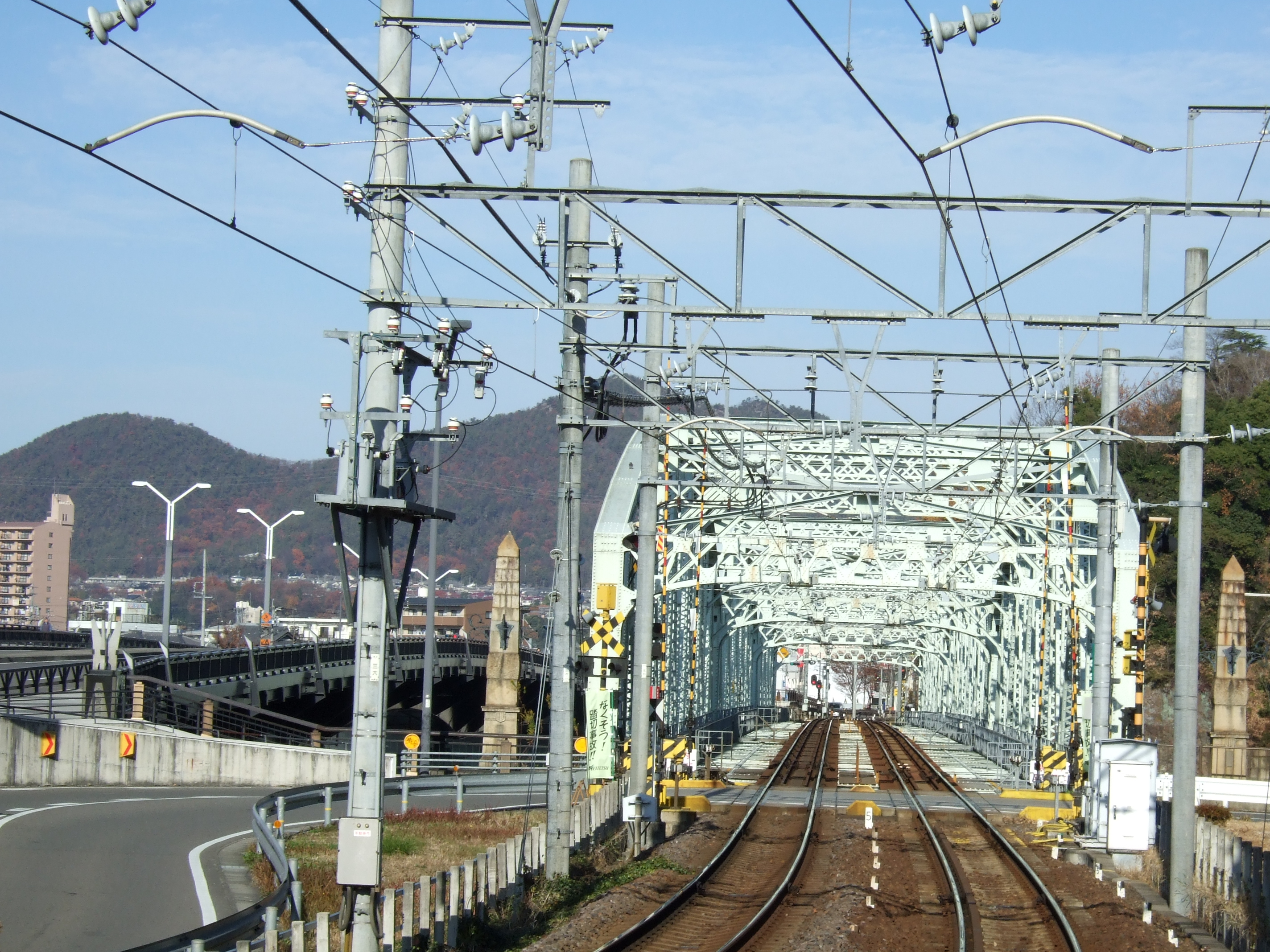
铁路专用犬山桥（2008年12月）
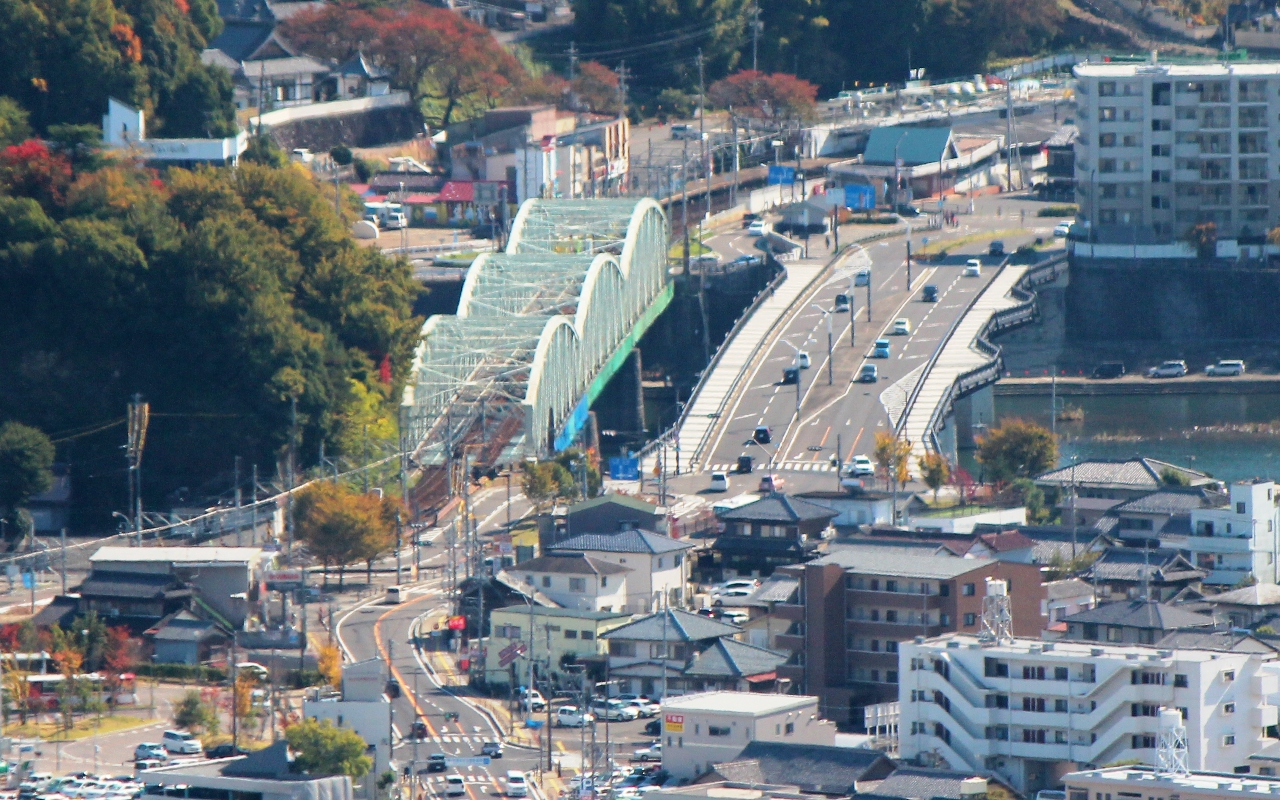
上游的铁路桥（左）及下游的公路桥（右）（2012年11月）